# Palais Thermal

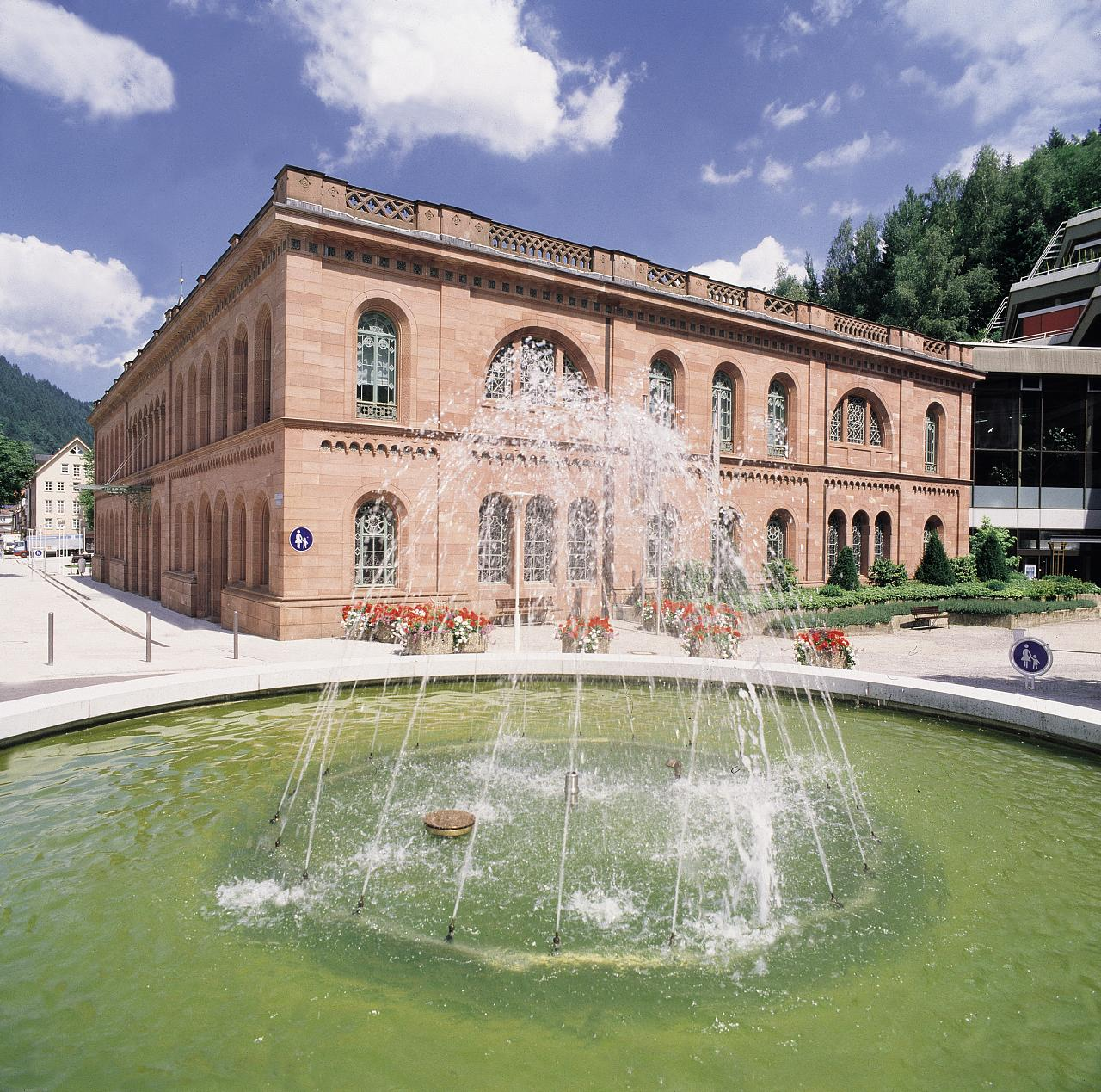
Das Palais Thermal in Bad Wildbad

Das Palais Thermal (bis 1995 Graf-Eberhard-Bad) ist ein Thermalbad im baden-württembergischen Bad Wildbad und zählt zu den ältesten Bädern Europas.

## Lage
Bad Wildbad liegt im Nordschwarzwald am Oberlauf der Enz, einem Nebenfluss des Neckars. Der Taleinschnitt der Enz hat hier das überwiegend aus Buntsandstein bestehende Deckgebirge bis zum Granit des Grundgebirges abgetragen. Im Kurzentrum tritt Grundwasser aus mehr als 1000 m Tiefe mit einer Temperatur von 36 bis 41 °C an die Oberfläche. Anstelle der natürlichen Quellaustritte wird das Thermalwasser heute aus fünf Tiefbrunnen gefördert.

## Geschichte
In Wildbad sind Badehäuser seit dem Jahr 1521 nachgewiesen. Vermutlich gab es sie schon im 14. und 15. Jahrhundert, da sich Wildbad in dieser Zeit zu einem bekannten Badeort entwickelte. 1545/1546 ließ Herzog Ulrich den Ulrichsbau mit Fürstenbad errichten. Im 17. Jahrhundert bestanden daneben drei Badgebäude: Das Herren- und Bürgerbad, das Frauenbad und das Armenbad vor dem oberen Tor, das später als Pferdebad diente. Am Bestand änderte sich bis zum 19. Jahrhundert nur wenig, da lange Zeit Trinkkuren den Badekuren vorgezogen wurden.
Nach dem letzten großen Stadtbrand 1742 plante der württembergische Oberbaudirektor Johann Christoph David von Leger den Wiederaufbau der Kirche und Gebäude um einen vergrößerten Marktplatz, den heutigen Kurplatz. Die Grundmauern der alten Bäder blieben beim Brand erhalten. Über dem Fürsten-, Herren- und Bürgerbad entstand ein neues Badehaus mit Umkleideräumen und Logierzimmern im Dachgeschoss. Neben dem wiederaufgebauten Frauenbad errichtete Johann Adam Groß 1787/1788 anstelle des Pferdebades das Neue Bad.
Am 1. Mai 1824 erließ König Wilhelm I. eine Kabinettsorder zur Erneuerung Wildbads. Eine Kommission legte Verbesserungsvorschläge vor. Gottlob Georg von Barths Pläne für einen Neubau der Bäder wurden jedoch abgelehnt und stattdessen das Katharinenstift als Spital und Bad für Bedürftige eingerichtet. Die drei Badehäuser erhielten eine neu gestaltete Fassade und eine Trinkhalle im Eingangsbereich des Herrenbades. Im Innern blieben die dunklen, verwinkelten Gewölbe über den Quellen erhalten.

### Graf-Eberhard-Bad

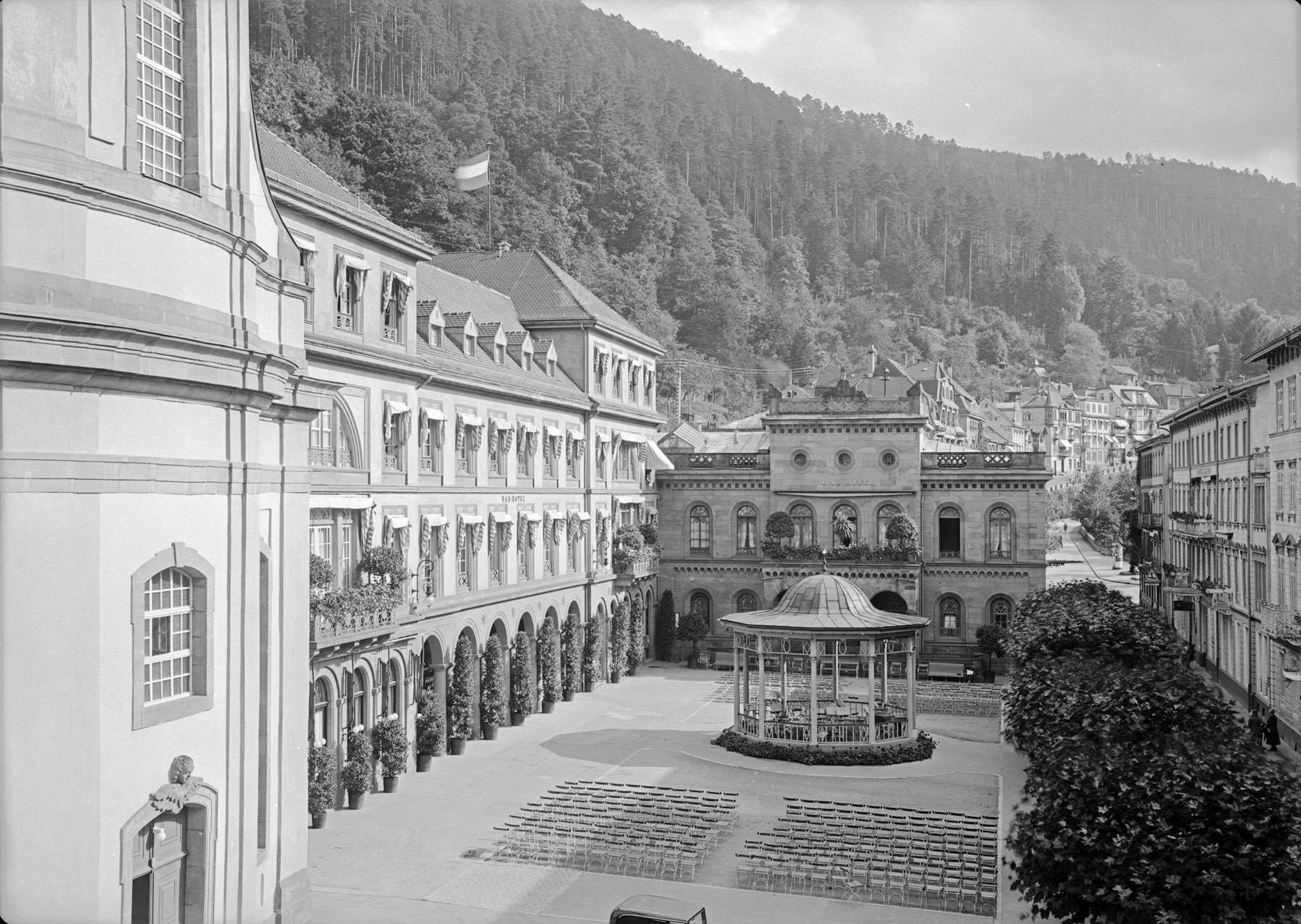
Kurplatz mit Badhotel und Graf-Eberhard-Bad (Ansicht in den 1950er Jahren)

Der frühere Hofbaumeister und Leiter der Stuttgarter Kunstschule, Nikolaus Friedrich von Thouret, sprach sich 1835 für den Abriss und Neubau der Bäder aus. 1837 legte er Pläne für ein neues Badgebäude und Badhotel vor. 1839 begann der Bau, der nach dem ersten Zeitplan bis 1842 fertiggestellt werden sollte. Um den Kurbetrieb nicht zu beeinträchtigen, fand die Hauptarbeit in den Wintermonaten statt.
Thourets Pläne sahen – wie schon in den Vorgängerbauten – die Badebecken direkt über den Thermalquellen vor. Um die Quellschüttung zu erhöhen, legte man erstmals Bohrungen an, die zusätzliche und größere Bäder möglich machten. Die Becken waren in den natürlichen Fels gehauen und mit einer Sandschicht belegt. Das Wasser strömte durch den artesischen Druck in die Becken und füllte sie bis zu etwa 50 cm Höhe.
Das neue Gebäude umfasste ein Fürstenbad, je drei Herren- und Frauengemeinschaftsbäder, Einzel- und Wannenbäder mit zugeordneten Ankleidezimmern. Im über Treppen und einem handbetriebenen Aufzug erschlossenen Obergeschoss befanden sich Logierzimmer des angrenzenden Badhotels. Ein offener Innenhof sorgte für Licht in den innen liegenden Räumen.

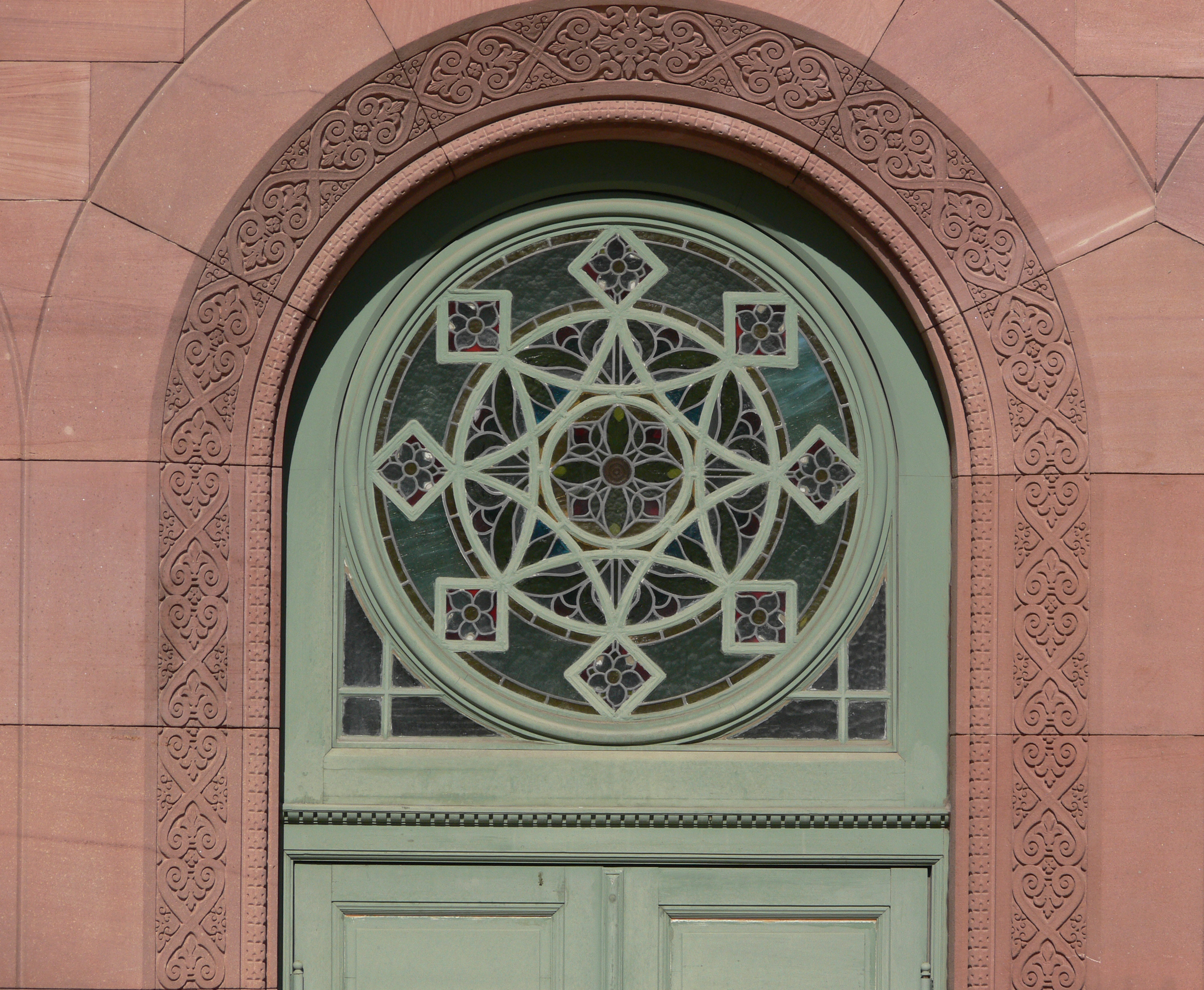
Arabesken als Architekturdetail

Thouret gestaltete seinen klassizistischen Bau mit romanischen Formen und gotischen Details. Die dem Kurplatz zugewandte Hauptfassade wird durch einen erhöhten Mittelrisalit gegliedert. Ein vorgelagerter Altan überdeckt den tiefer liegenden Trinkbrunnen und diente als Balkon für den großen Salon im Obergeschoss. Die Rundbogenfenster und Portale sind streng symmetrisch angeordnet. Nord-, West- und Südfassade sind mit Sandstein verkleidet. Das Dach war als leicht geneigtes Flachdach konzipiert, das durch eine niedrige Brüstung kaschiert wird.
Planänderungen, die Bauarbeiten in der kalten und dunklen Jahreszeit und die Einrichtung von Interimsbädern für die Kursaison verzögerten den Bau erheblich. Nach Thourets Tod 1845 leitete Kreisbaurat L. Fischer die Bauarbeiten, die 1847 vollendet waren. Die Kosten betrugen mit rund 500.000 Gulden mehr als das Doppelte der veranschlagten Summe.
In den folgenden Jahren richtete man zusätzliche Einzel- und Wannenbäder ein, zum einen, um dem gewandelten Sittlichkeitsempfinden der Kurgäste gerecht zu werden, aber auch, um den begrenzten Wasserzufluss besser zu nutzen. Ab 1863 wurden auf der gegenüberliegenden Talseite neue Bohrungen angelegt und ein Thermalwasserreservoir errichtet. Damit konnte der nächtliche Überschuss gespeichert und bei Tage genutzt werden.
Ursprünglich gab es nur ein Fürstenbad über der wärmsten, „Hölle“ genannten Thermalquelle. Später kamen weitere opulent ausgestaltete Baderäume für zahlungskräftige Gäste hinzu, die ebenfalls als Fürstenbäder bezeichnet wurden.

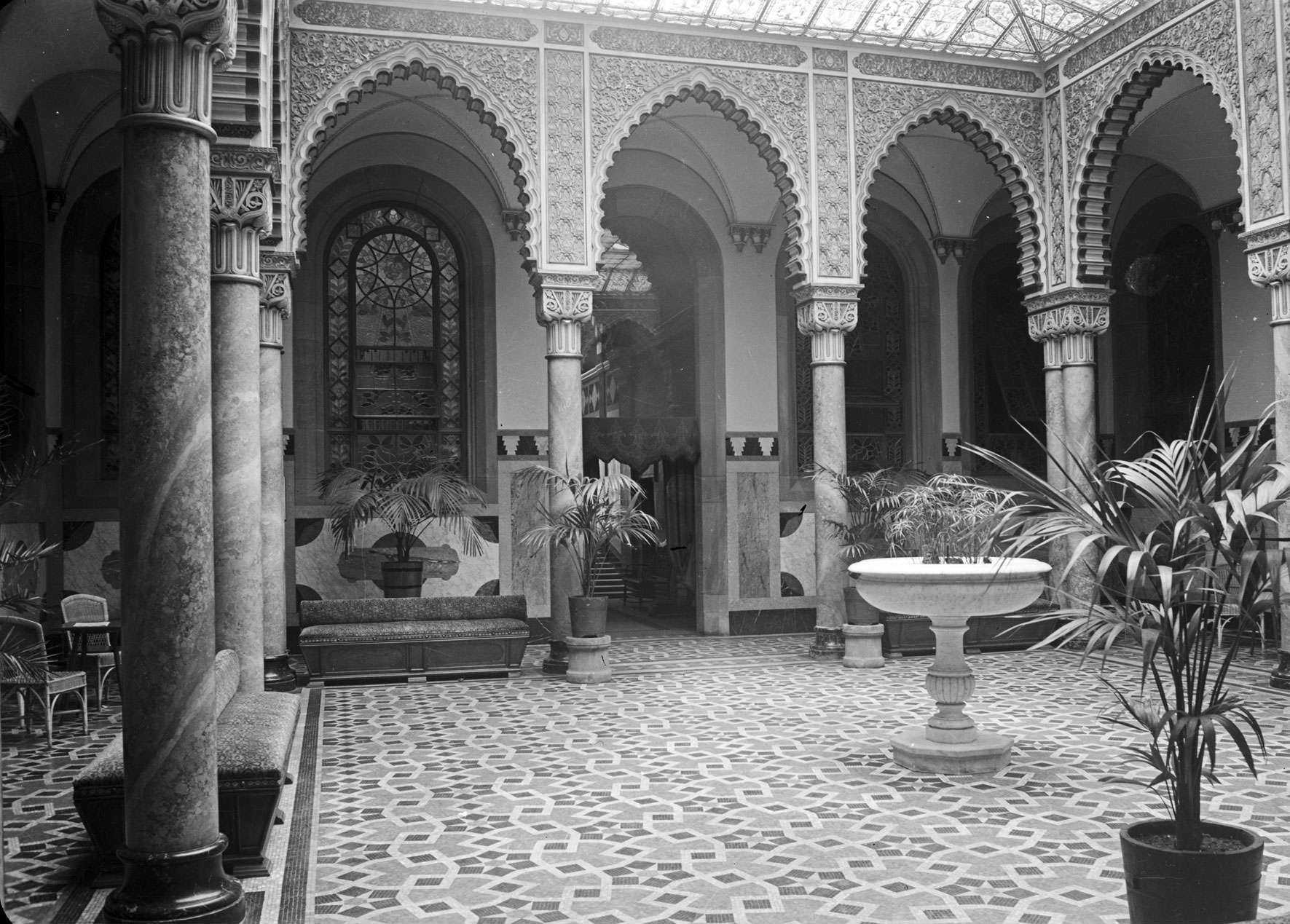
Maurische Halle (Ansicht in den 1950er Jahren)

Umfangreiche Umbauten fanden im Zuge der „Maurisierung“ von 1896 bis 1901 statt. Die großen Gemeinschaftsbäder wurden in kleinere Becken unterteilt, die Wände gekachelt und ornamental ausgemalt. Die Fenster erhielten neue Verglasungen mit Jugendstilmotiven. In einem Anbau an der Ostseite entstanden vier weitere Fürstenbäder. Der zuvor offene Innenhof wurde zu einer Halle im maurischen Stil umgebaut und mit einem repräsentativen Zugang versehen. Die neue Halle erhielt einen Mosaikfußboden und Wandverkleidungen aus verschiedenfarbigem Marmor. Spitzbogenförmige Arkaden tragen eine mit maurischem Dekor versehene Glas-Eisen-Konstruktion als Überdachung.
Zunächst als Großes oder Königliches Badgebäude bezeichnet, erhielt es erst um 1860 den Namen Graf-Eberhard-Bad. Es ist nach Graf Eberhard II. benannt, dessen Flucht aus Wildbad 1367 in einem Terrakottarelief von Hermann Heidel an der Nordseite dargestellt ist.

### Neues Eberhardsbad
Das im Jahr 1959 vorgelegte Ausbauprogramm des Landes Baden-Württemberg sah eine umfassende Modernisierung der Kureinrichtungen des Staatsbads Wildbad vor. Veraltete und unwirtschaftliche Betriebe sollten aufgegeben, die Bäder und Therapieeinrichtungen erweitert werden. Das Eberhardsbad sollte erhalten und zum zentralen Kurmittelhaus ausgebaut werden.
An der Stelle des 1968 abgebrochenen Katharinenstifts entstand von 1970 bis 1977 das Neue Eberhardsbad als Kurmittelhaus mit Übergang zum alten Badgebäude. Der terrassierte Betonbau mit sieben Geschossen erforderte eine aufwändige Hangsicherung. Das Angebot umfasste Thermal- und Fangobäder, Unterwassermassagen und krankengymnastische Behandlungen. Im Außenbereich befand sich ein Therapiegarten. Die Therapieeinrichtungen wurden im Jahr 2000 mangels Auslastung geschlossen.

### Palais Thermal

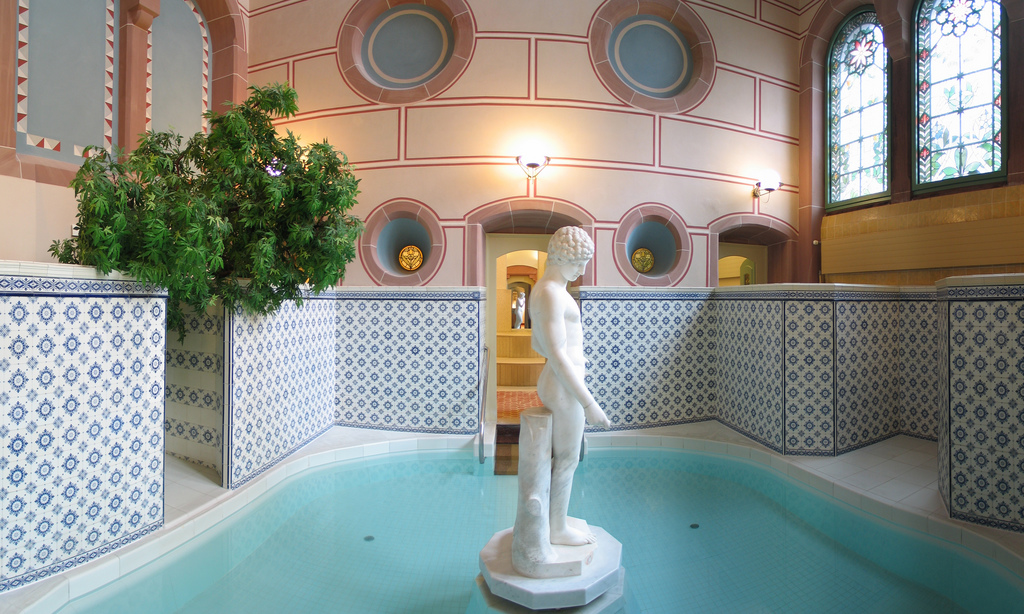
Schwimmbecken im Palais Thermal

1986 begannen die Planungen zur Reaktivierung der seit 1978 großteils ungenutzten Badeeinrichtungen im alten Graf-Eberhard-Bad. 1986/1987 wurde das Dach saniert und die Fassade instand gesetzt. Von 1991 bis 1995 wurde das denkmalgeschützte Gebäude für etwa 33 Millionen DM zu einem nostalgischen Erlebnisbad mit Saunalandschaft und Dampfbad umgestaltet.
Der historische Badebereich wurde nach einem mit der Denkmalpflege abgestimmten Konzept restauriert, das sich am Zustand der 1920er Jahre orientierte. Die Maurische Halle blieb weitgehend unverändert erhalten und dient nun als Ruheraum mit Cafeteria. Im Obergeschoss entstanden Saunen, Dampfbad und Massageräume. Empfangsbereich, Umkleideräume, ein weiteres Bewegungsbecken und große Teile der Technik befinden sich im angrenzenden Teil des Neuen Eberhardsbades.
Im Dezember 1995 wurde das Bad als Palais Thermal wiedereröffnet. Das Badekonzept sollte auch neue Zielgruppen ansprechen. Während die Nachfrage nach Badekuren seit der Gesundheitsreform 1996 stark zurückging, entwickelte sich das Palais Thermal zum Anziehungspunkt für Tagesgäste und Kurzurlauber. 2011 kam ein mit Holz gestalteter Bereich mit Thermal-Außenbecken und Liegeflächen auf dem Dach des Neuen Eberhardsbades dazu, der durch eine Zelt-Membran-Konstruktion vor Wind und Blicken geschützt wird. Direkt verbunden ist das Palais Thermal mit dem benachbarten Hotel.